# 喬納森·班克斯作品列表
喬納森·雷·班克斯是一位美國男演員。他的生涯突破來自於飾演電視劇《特警4587》(1987–1990年)中的法蘭克·麥克派克（Frank McPike）。他因在電視劇《絕命毒師》（2009–2012年）、其外傳劇《絕命律師》（2015–2022年）及其續集電影《续命之徒：绝命毒师电影》(2019年)中飾演殺手和清潔工麥克·艾曼翠岳而廣受好評。
他憑藉在三部作品中的傑出表現而獲得六次黃金時段艾美獎戲劇類影集最佳男配角提名（1989年、2013年、2015–2017年、2019年），使他成為被提名該獎項類別中唯一一位“在三部作品皆為主要角色，且其中兩部是同一角色”的演員。

## 作品列表

### 電影
| 年份 | 標題                                          | 角色                              | 附註                    |
| ---- | --------------------------------------------- | --------------------------------- | ----------------------- |
| 1974 | 《琳達談月經》 （英語：Linda's Film on Menstruation）                     | 強尼·史丹頓（Johnny Stanton）                   | 短片；以約翰·班克斯記名 |
| 1978 | 《歸返家園》                                  | 在派對的海軍陸戰隊士兵            |                         |
| 1978 | 《誰能讓雨停》                                | 海軍陸戰隊士兵                    |                         |
| 1978 | 《天才鬼才蠢才》                              | 計程車司機                        |                         |
| 1979 | 《歌聲淚痕》                                  | 電視推廣員                        |                         |
| 1980 | 《空前绝后满天飞》                            | 甘德森（Gunderson）                        |                         |
| 1980 | 《阿叔有難》                                  | 傑克·格雷厄姆（Jack Graham）                 |                         |
| 1981 | 《黑幫戰爭》                                  | 杜奇·舒爾茲                       |                         |
| 1982 | 《紅伶劫》                                    | 搭便車的人                        |                         |
| 1982 | 《48小時》                                    | 艾格倫警探（Detective Algren）                    |                         |
| 1984 | 《小精靈》                                    | 布倫特·弗萊副警長（Deputy Brent Frye）             |                         |
| 1984 | 《反暴戰士盟》                                | 利札多醫院警衛（Deputy Brent Frye）                |                         |
| 1984 | 《比佛利山警探》                              | 查克（Zack）                          |                         |
| 1986 | 《霹靂保鏢》                                  | 克萊德·克萊珀（Clyde Klepper）                 |                         |
| 1987 | 《狂龍特警》                                  | 伊薩克“冰人”（Isaac "Iceman"）                  |                         |
| 1988 | 《殺人偶》                                    | 別針（Pin）                          | 配音                    |
| 1990 | 《翻天覆地龍鳳配》                            | 皮特（Pitt）                          | 影片                    |
| 1992 | 《末世追魂》                                  | 馬克·米歇萊特（Mark Michelette）                 |                         |
| 1992 | 《淘金奇緣》                                  | 帥氣哈利（Handsome Harry）                      |                         |
| 1993 | 《沸點》                                      | 馬克斯‧韋克斯曼（Max Waxman）               |                         |
| 1994 | 《情歌風波》 （英語：Body Shot）                       | 西蒙·德弗羅（Simon Devereaux）／ 布萊克·唐納（Blake Donner） |                         |
| 1994 | 《德州騎警3：致命重逢》 （英語：Walker Texas Ranger 3: Deadly Reunion）            | 謝爾比·瓦倫丁（Shelby Valentine）                 | 以強尼·班克斯記名       |
| 1995 | 《魔鬼戰將2》                                 | 史考提（Scotty）                        |                         |
| 1995 | 《最後的倖存者》                              | 弗蘭克·“道格”·凱恩警探（Det. Frank 'Doc' Kane）        | 影片                    |
| 1996 | 《飛寶》                                      | 德克·莫蘭（Dirk Moran）                     |                         |
| 1996 | 《星際異形》 （英語：Dark Breed）                       | 約瑟·謝伊（Joseph Shay）                     |                         |
| 1999 | 《惡魔行動》                                  | 薩奇（Satch）                          |                         |
| 1999 | 《傻愛》                                      | “數量”（“Numbers”）                        |                         |
| 1999 | 《廢物》 （英語：Trash）                           | 卡勒姆法官（Judge Callum）                    |                         |
| 2001 | 《走向深淵的天使》 （英語：Downward Angel）                 | 希律（Herod）                          |                         |
| 2001 | 《面對面》 （英語：Face to Face）                         | 督察                              |                         |
| 2001 | 《鱷魚鄧迪在洛杉磯》                          | 米洛斯·德魯布尼克（Milos Drubnik）             |                         |
| 2002 | 《絕頂殺手》                                  | 華特·富蘭克林（Walter Franklin）                 |                         |
| 2002 | 《私法行動》                                  | 吉米·巴科姆副總監（Deputy Chief Jimmy Barcomb）             |                         |
| 2005 | 《晝夜節律》 （英語：Circadian Rhythm）                       | 崔霍（Trejo）                          |                         |
| 2006 | 《仙人跳》                                    | 藍斯（Lance）                          |                         |
| 2007 | 《從心開始》                                  | 斯泰爾特醫生（Dr. Stelter）                  |                         |
| 2008 | 《驕傲的美國人》                              | 莫雷蒂先生（Mr. Moretti）                    |                         |
| 2013 | 《身份窃贼》                                  | 保羅·戈登（Paolo Gordon）                     |                         |
| 2013 | 《獅吼》 （英語：Roar）                           | 伯尼·沃倫（Bernie Warren）                     | 短片                    |
| 2013 | 《水色明信片》                                | 萊德鮑爾（Ledball）                      |                         |
| 2014 | 《子彈》                                      | 卡利托·凱恩（Carlito Kane）                   |                         |
| 2014 | 《匿名作者》                                  | 大衛·凱萊赫（David Kelleher）                   |                         |
| 2014 | 《老闆不是人2》                               | 哈切爾警探（Detective Hatcher）                    |                         |
| 2015 | 《我很勇敢！》 （英語：I'm Brave!）                     | 消防車                            | 影片                    |
| 2015 | 《蝙蝠俠：阿卡漢騎士－機密搶先看》 （英語：Batman: Arkham Knight - Classified First Look） | 高登警督（Commissioner Gordon）                      | 配音；影片              |
| 2016 | 《生命保險》                                  | 哈珀（Harper）                          |                         |
| 2016 | 《不在場證明》 （英語：Alibi）                     | 比利（Billy）                          | 短片                    |
| 2017 | 《陷入泥沼》                                  | 帕皮·麥卡倫（Pappy McAllan）                   |                         |
| 2018 | 《疾速救援》                                  | 沃特（Walt）                          |                         |
| 2018 | 《超人特攻隊2》                               | 狄瑞克（Rick Dicker）                        | 配音                    |
| 2018 | 《磅礴戰役》                                  | 丕平二世                          |                         |
| 2018 |                                               | 修理工                            | 影片                    |
| 2019 | 《它們來又去》 （英語：They Came and Left）                     | 電視主播                          | 短片                    |
| 2019 | 《续命之徒：绝命毒师电影》                    | 麥克·艾曼翠岳                     |                         |
| 2022 | 《貓女：貓眼行動》                            | 黑面具                            | 配音                    |

### 電視
| 年份       | 標題                                      | 角色                         | 電視台                            | 附註                                                                  |
| ---------- | ----------------------------------------- | ---------------------------- | --------------------------------- | --------------------------------------------------------------------- |
| 1976       | 《西部開拓史》                            | 伍華德（Woodward）                   | ABC                               | 單集：“The Macahans”                                                  |
| 1976       | 《神威勇探》                              | 文斯·金特里（Vince Gentry）              | CBS                               | 單集：“Dead Heat”                                                     |
| 1977       | 《神威勇探》                              | 汽車銷售員                   | CBS                               | 單集：“Duet for Dying”；以喬納森·雷·班克斯記名                        |
| 1977       | 《勞倫斯家庭》                            | 服務生                       | ABC                               | 單集：“Taking Chances: Part I”                                        |
| 1977       | 《頭號通緝犯》                            | 商店採購員                   | ABC                               | 單集：“The Death Dealer”；未記名                                      |
| 1977       | 《亞歷山大：唐的另一面》                  | 麥可（Michael）                     | NBC                               | 電視電影；以喬納森·雷·班克斯記名                                      |
| 1977       | 《疑雲陣陣》 （英語：The Girl in the Empty Grave）                   | 考特蘭·蓋茨（Courtland Gates）              | NBC                               | 電視電影                                                              |
| 1977       | 《卡特鄉村》                              | 巴布·菲利（Bob Phillips）                | ABC                               | 單集：“The Fireside Burnside Budget Chat”；以喬納森·雷·班克斯記名     |
| 1977       | 《騎劫五美人》                            | 巴克（Buck）                     | NBC                               | 電視電影                                                              |
| 1978       | 《戰鬥的夜鶯》 （英語：The Fighting Nightingales）                 | 病人                         | CBS                               | 電視電影                                                              |
| 1978       | 《聖言》                                  | 年輕的勒布倫（Young LeBrun）             | CBS                               | 迷你劇；單集：“Part I”；未記名                                        |
| 1979       | 《盧·格蘭特》                             | 希拉（Cyrus）                     | CBS                               | 單集：“Sweep”                                                         |
| 1979       | 《盧·格蘭特》                             | 克萊·斯塔克斯（Clay Starkes）            | CBS                               | 單集：“Kidnap”                                                        |
| 1979       | 《派翠西亞·赫茲的磨難》 （英語：The Ordeal of Patty Hearst）        | 帕托（Pato）                     | ABC                               | 電視電影                                                              |
| 1979       | 《艾克：戰爭歲月》                        | 第一軍士長                   | ABC                               | 迷你劇；單集：“Part I”                                                |
| 1979       | 《霓裳曲》                                | 魯迪·史特賴克（Rudy Striker）            | NBC                               | 電視電影                                                              |
| 1979       | 《華頓家族》                              | 傑布·桑德斯（Jeb Sanders）              | CBS                               | 單集：“The Wager”                                                     |
| 1980       | 《草原上的小屋》                          | 傑德（Jed）                     | NBC                               | 單集：“Darkness Is My Friend”                                         |
| 1980       |                                           | 約翰·維特拉中士（Sgt. John Vitella）          | 不適用                            | 電視電影                                                              |
| 1980       | 《還我清白》 （英語：Rage!）                   | 居民#2                       | 不適用                            | 電視電影                                                              |
| 1980       | 《墨西哥灣大劫殺》 （英語：Desperate Voyage）             | 路易斯（Louis）                   | CBS                               | 電視電影                                                              |
| 1981       | 《盧·格蘭特》                             | 入侵者                       | CBS                               | 單集：“Rape”                                                          |
| 1981       | 《桑福德》                                | 艾爾（Al）                     | NBC                               | 單集：“Cal the Coward”                                                |
| 1981       | 《西部貝斯》                              | 漢布雷（Hombre）                   | ABC                               | 單集：“The Hanging of Parker Tillman: Part II”                        |
| 1981       | 《夏儂警探》                              | 西斯科（Sisco）                   | CBS                               | 單集：“Neither a Borrower”                                            |
| 1981       | 《黑幫大事記》                            | 杜奇·舒爾茲                  | NBC                               | 迷你劇；常設角色；13集                                                |
| 1982       | 《麥克萊恩的法則》                        | 法蘭克·皮特里（Frank Petrie）            | NBC                               | 單集：“From the Mouths of Babes”                                      |
| 1982       | 《向墨菲報告》                            | 文尼（Vinny）                     | CBS                               | 單集：“Papillon”                                                      |
| 1982       | 《胡克警探》                              | 丹尼·史考特（Danny Scott）              | ABC                               | 單集：“The Witness”                                                   |
| 1982       | 《西蒙兄弟》                              | 勞埃德先生（Mr. Lloyd）               | CBS                               | 單集：“Matchmaker”                                                    |
| 1982       | 《西蒙兄弟》                              | 亞倫·溫庫普（Alan Wyncoop）              | CBS                               | 單集：“Sometimes Dreams Come True”                                    |
| 1983       | 《西蒙兄弟》                              | 朱利安·博加蒂斯副警監（Lt. Julian Bogartis）    | CBS                               | 單集：“Fly the Alibi Skies”                                           |
| 1983       | 《隱形女》                                | 戴倫（Darren）                     | NBC                               | 電視電影                                                              |
| 1983       | 《胡克警探》                              | 佛萊迪·貝克（Freddy Baker）              | ABC                               | 單集：“The Hostages”                                                  |
| 1983       | 《風流神探美人陣》                        | 亞諾斯·薩拉森（Janos Saracen）            | CBS                               | 電視電影                                                              |
| 1983       | 《山街藍調》                              | 雷吉（Reggie）                     | NBC                               | 2集                                                                   |
| 1983       | 《神童們》                                | 不適用                       | CBS                               | 單集：“Programmed for Murder”                                         |
| 1984       | 《富豪偵探》                              | 查爾斯·達德利（Charles Dudley）            | ABC                               | 單集：“Houston Is Dead”                                               |
| 1984       | 《跑腿》                                  | 維泰利副警監（Lt. Vitelli）             | NBC                               | 單集：“How the Other Half Dies”                                       |
| 1984       | 《納迪婭》                                | 格奧爾基·柯曼尼奇（Gheorge Comăneci）        | 不適用                            | 電視電影                                                              |
| 1984       |                                           |                              | 不適用                            | 電視電影                                                              |
| 1984       | 《潔西》                                  | 厄尼·羅斯（Ernie Ross）                | ABC                               | 單集：“Pilot”                                                         |
| 1984       | 《警花拍檔》                              | 基斯‧艾德斯（Keith Edsin）              | CBS                               | 單集：“Old Debts”                                                     |
| 1984       | 《哈德卡斯爾與麥考密克》                  | 比爾·羅傑斯（Bill Rogers）              | ABC                               | 單集：“Outlaw Champion”                                               |
| 1985       | 《哈德卡斯爾與麥考密克》                  | 韋德·蘭德爾（Weed Randall）              | ABC                               | 單集：“The Birthday Present”                                          |
| 1985       | 《哈德卡斯爾與麥考密克》                  | 泰勒·沃爾什（Taylor Walsh）              | ABC                               | 單集：“She Ain't Deep But She Sure Runs Fast”                         |
| 1985       | 《異界》                                  | 努文·克羅爾中校（Commander Nuveen Kroll）          | CBS                               | 主要角色；8集                                                         |
| 1985       | 《像狐狸般瘋狂》                          | 不適用                       | CBS                               | 單集：“Fox and Hounds”                                                |
| 1985       | 《好萊塢巡邏區域》                        | 不適用                       | ABC                               | 單集：“Siege”                                                         |
| 1985       | 《神探亨特》                              | 蓋瑞·克魯森警探（Det. Gary Krewson）          | NBC                               | 單集：“The Big Fall”                                                  |
| 1986       | 《第五導彈》                              | 雷·奧爾森（Ray Olson）                | NBC                               | 電視電影                                                              |
| 1986       | 《機械刺客》 （英語：Assassin）                   | 厄爾·迪克曼（Earl Dickman）              | 不適用                            | 電視電影                                                              |
| 1986       |                                           | 傑克森警監（Captain Jackson）               | ABC                               | 電視電影                                                              |
| 1986       | 《再生人》 （英語：Who Is Julia?）                     | 傑克·博丁（Jack Bodine）                | CBS                               | 電視電影                                                              |
| 1987       | 《新梅森探案：逝愛之案》        | 盧克·迪克森（Luke Dickson）              | NBC                               | 電視電影                                                              |
| 1987       | 《鹰冠庄园》                              | 法蘭克／法蘭克·科林斯基（Kolinski / Frank Kolinski）  | CBS                               | 8集                                                                   |
| 1987       | 《鑽石女郎》                              | 艾爾登‧阿什克羅夫特四世（Eldon Ashcroft IV）  | CBS                               | 單集：“101 Ways to Decorate a Gas Station”                            |
| 1987       | 《殺妻計中計》 （英語：Downpayment on Murder）                 | 麥肯錫警探（Det. McKenzie）               | NBC                               | 電視電影                                                              |
| 1987－1990 | 《特警4587》                              | 法蘭克·麥克派克（Frank McPike）          | CBS                               | 主要角色；74集                                                        |
| 1991       | 《別碰我女兒》 （英語：Don't Touch My Daughter）                 | 瑞特（Ryter）                     | NBC                               | 電視電影                                                              |
| 1993       | 《迷情交叉點》                            | 亞倫（Aaron）                     | HBO／NBC                          | 電視電影                                                              |
| 1993       | 《新梅森探案：膚淺醜聞之案》    | 威廉·謝爾博士（Dr. Willam Shell）            | NBC                               | 電視電影                                                              |
| 1993       | 《銀河前哨》                              | 謝拉（Shel-La）                     | 廣播聯賣                          | 單集：“Battle Lines”                                                  |
| 1993       | 《瑪麗蓮與巴比：她最後的私通》 （英語：Marilyn & Bobby: Her Final Affair） | 喬·斯科曼（Joe Scoman）                | USA電視台                         | 電視電影                                                              |
| 1994       | 《超時空戰將》                            | 馬科（Mako）                     | 廣播聯賣                          | 單集：“Under Colour of Authority”                                     |
| 1994       | 《辯護律師》                              | 傑克·史塔林（Jack Starling）              | ABC                               | 單集：“The P.I.”                                                      |
| 1994       | 《魔鬼煞星》 （英語：Shadow of Obsession）                   | 基岡（Keegan）                     | NBC                               | 電視電影                                                              |
| 1994       | 《德州騎警》                              | 謝爾比·瓦倫丁（Shelby Valentine）            | CBS                               | 單集：“The Reunion”                                                   |
| 1994       | 《魔界奇譚》                              | 威廉（William）                     | HBO                               | 單集：“The Assassin”                                                  |
| 1994－1995 | 《深海衛隊》                              | 馬克西米利安·斯卡利（Maximillian Scully）      | NBC                               | 2集                                                                   |
| 1995       | 《眾議院女郎》                            | 吉姆·舒格貝克（Jim Sugarbaker）            | CBS                               | 常設角色；6集                                                         |
| 1995       | 《正南方》                                | 加勒特（Garret）                   | - CTV（加拿大） - CBS（美國）     | 單集：“Heaven and Earth”                                              |
| 1996       | 《特警4587》                              | 法蘭克·麥克派克（Frank McPike）          | ABC                               | 電視電影                                                              |
| 1996       | 《迷離世界》                              | C·J·洛夫格倫，計程車司機（C.J. Lofgren, cab driver） | CBS                               | 電視電影；實際在1999年上映                                            |
| 1996       | 《謀殺診斷書》                            | 馬克斯·朱佩（Max Jupe）              | CBS                               | 單集：“Murder by Friendly Fire”                                       |
| 1997       | 《魔鬼女律師》                            | 亞瑟·阿博特（Arthur Abbott）              | USA電視台                         | 電視電影                                                              |
| 1997       | 《戰爭遺孤》 （英語：A Thousand Men and a Baby）                   | 奧萊利神父（Father O'Riley）               | CBS                               | 電視電影                                                              |
| 1997－1998 | 《如火如荼》                              | 蓋·曼（Guy Mann）                    | NBC                               | 主要角色；28集                                                        |
| 1998       | 《荒野、黃金、大鏢客》                    | 史金納上校（Colonel Skinner）               | TNT                               | 電視電影                                                              |
| 1999       | 《法外正義》                              | 康克林警長（Sheriff Conklin）               | CBS                               | 電視電影                                                              |
| 1999       | 《千禧戰士》 （英語：Millennium Man）                   | 艾森柏格博士（Dr. Eisenberg）             | CBS                               | 電視電影                                                              |
| 2000－2001 | 《正常的缺陷》                            | 洛威爾醫生（Dr. Lowell）               | ABC                               | 2集                                                                   |
| 2001       | 《叛獄大逃亡》                            | 普賴斯（Price）                   | 不適用                            | 電視電影                                                              |
| 2001       | 《特區警局》                              | 莫尼亞·帕斯托夫（Monya Pastov）          | CBS                               | 單集：“Fools Russian: Part I”                                         |
| 2003       | 《特務A》                                 | 弗雷德里克·布蘭登（Frederick Brandon）        | ABC                               | 2集                                                                   |
| 2003       | 《妙手良方》                              | 法蘭克·哈德威克（Frank Hardwyck）          | Lifetime                          | 單集：“Skin”                                                          |
| 2004       | 《天國的女兒》                            | 麥克·拉科斯基警長（Sheriff Mike Rakowski）        | CBS                               | 單集：“Jump”                                                          |
| 2004－2006 | 《CSI犯罪現場》                           | 巴比·詹森（Bobby Jensen）                | CBS                               | 2集                                                                   |
| 2005       | 《五角精英》                              | 庫柏海軍上將（Admiral Cooper）             | NBC                               | 4集                                                                   |
| 2006       | 《靈感應》                                | 萊爾·蔡斯（Lyle Chase）                | CBS                               | 單集：“Friendly Neighborhood Ghost”                                   |
| 2006       | 《失蹤現場》                              | 薩爾·馬塞洛（Sal Marcello）              | CBS                               | 單集：“Check Your Head”                                               |
| 2006－2007 | 《破日》                                  | 陰影人／康拉德·德特韋勒（Shadow Man / Conrad Detweiler）  | - ABC（首6集） - TV One（全13集） | 常設角色；7集                                                         |
| 2007       | 《謀殺101》                               | 法蘭克·錢伯斯警探（Detective Frank Chambers）        | Hallmark頻道                      | 電視電影系列；單集：“College Can Be Murder”                           |
| 2007       | 《嗜血法医》                              | FBI副局長馬克斯‧亞當斯（FBI Deputy Director Max Adams）   | Showtime                          | 2集                                                                   |
| 2008       | 《仁心仁術》                              | 羅伯特·杜魯門（Robert Truman）            | NBC                               | 單集：“Atonement”                                                     |
| 2008       | 《律政狂鲨》                              | 傑森·諾曼迪（Jason Normandy）              | CBS                               | 2集                                                                   |
| 2008       | 《重返重案組》                            | 奈森·格雷（Nathan Gray）                | NBC                               | 單集：“Crushed”                                                       |
| 2008       | 《神奇律師》                              | 喬納森·緬因特工（Agent Jonathan Maine）          | ABC                               | 單集：“Owner of a Lonely Heart”                                       |
| 2009       | 《铁证悬案》                              | 約翰·克拉克（John Clark）              | CBS                               | 單集：“Jackals”                                                       |
| 2009       | 《灵书妙探》                              | 布魯斯·寇比（Bruce Kirby）              | ABC                               | 單集：“Hell Hath No Fury”                                             |
| 2009       | 《别对我撒谎》                            | 理查·斯奎爾特工（Agent Richard Squire）          | FOX                               | 單集：“Sacrifice”                                                     |
| 2009－2012 | 《絕命毒師》                              | 麥克·艾曼翠岳                | AMC                               | 主要角色；28集                                                        |
| 2011       | 《摩登家庭》                              | 唐尼·普里切特（Donnie Pritchett）            | ABC                               | 單集：“The Musical Man”                                               |
| 2011       | 《好汉两个半》                            | 當舖老闆                     | CBS                               | 單集：“A Fishbowl Full of Glass Eyes”                                 |
| 2011       | 《CSI犯罪現場：邁阿密》                   | 奧斯卡·杜阿爾特（Oscar Duarte）          | CBS                               | 單集：“Long Gone”                                                     |
| 2012       | 《替身姐妹》                              | 雷米·奧斯特曼（Remy Osterman）            | The CW                            | 2集                                                                   |
| 2012       | 《公园与游憩》                            | 史蒂夫·懷亞特（Steve Wyatt）            | NBC                               | 單集：“Ben's Parents”                                                 |
| 2012       | 《拉斯维加斯往事》                        | 安吉洛·拉弗拉塔（Angelo LaFlatta）          | CBS                               | 2集                                                                   |
| 2013       | 《逝者之證》                              | 格倫·菲茨警探（Det. Glenn Fitz）            | ABC                               | 單集：“Daddy Issue”                                                   |
| 2013       | 《血統》 （英語：Bloodline）                       | 李奧·奇奧佩斯（Leo Killpriest）            | CBS                               | 電視電影（首播集）                                                    |
| 2013－2015 | 《斧子警察》                              | 各種配音角色                 | - FOX（第1季） - FXX（第2季）     | 3集                                                                   |
| 2014       | 《废柴联盟》                              | 巴茲·希基教授（Professor Buzz Hickey）            | NBC                               | 常設角色；11集                                                        |
| 2014       | 《麥克·泰森探案集》                       | 巫師                         | Adult Swim                        | 配音；單集：“Is Magic Real?”                                          |
| 2015       | 《超級雷射光》                            | 法律（The Law）                     | FXX                               | 配音；單集：“Escape from Rave Island”                                 |
| 2015       | 《莉茲·博登傳奇》                         | 弗勞爾斯先生（Mr. Flowers）             | Lifetime                          | 迷你劇；3集                                                           |
| 2015       | 《神秘小鎮大冒險》                        | 菲爾布里克·派恩斯（Filbrick Pines）        | 迪士尼XD                          | 配音；單集：“A Tale of Two Stans”                                     |
| 2015       | 《无垠的太空》                            | 主管人員                     | Syfy                              | 單集：“Dulcinea”                                                      |
| 2015       | 《机器鸡》                                | 複合超人                     | Adult Swim                        | 配音；單集：“Robot Chicken DC Comics Special III: Magical Friendship” |
| 2015       | 《流言終結者》                            | 他自己                       | 探索頻道                          | 單集：“Supernatural Shooters”                                         |
| 2015－2022 | 《絕命律師》                              | 麥克·艾曼翠岳                | AMC                               | 主要角色；61集                                                        |
| 2016－2018 | 《空島寶貝龍學院》                        | 霹靂火（Eruptor）                   | Netflix                           | 配音；主要角色；38集                                                  |
| 2017       | 《肯醫師煩事多》                          | 埃爾溫醫生（Dr. Erwin）               | ABC                               | 單集：“Ken's Professor”                                               |
| 2017       | 《迷眼》                                  | 琳達的爸爸（Linda's Father）               | Hulu                              | 單集：“Purple Hearts”                                                 |
| 2017－2020 | 《魔髮奇緣》                              | 奎林（Quirin）                     | 迪士尼頻道                        | 配音；常設角色；8集                                                   |
| 2018       | 《絕命律師：牧歌電氣安全培訓》            | 麥克·艾曼翠岳                | AMC                               | 迷你劇；主要角色；10集                                                |
| 2019       | 《磅礴戰役－傳奇》 （英語：Redbad - The Legend）             | 丕平二世                     | NPO 3（荷蘭）                     | 迷你劇；主要角色；4集                                                 |
| 2020       | 《卡薩葛蘭德一家》                        | 克勞福德教練（Coach Crawford）             | 尼克儿童频道                      | 配音；單集：“Karma Chameleon/Team Effort”                             |
| 2020       | 《科米的規則》                            | 詹姆士·克拉珀                | Showtime                          | 迷你劇；主要角色；2集                                                 |
| 2020－2021 | 《福是全家福的福》                        | 威廉·墨菲（William Murphy）                | Netflix                           | 配音；常設角色；12集                                                  |
| 2021       | 《格林暗黑童話》                          | 約翰尼斯（Johannes）                 | Netflix                           | 配音；常設角色；7集                                                   |
| 2024       | 《月亮女孩與惡魔恐龍》                    | 銀鬃／西爾維奧·曼弗雷迪      | 迪士尼頻道                        | 配音；單集：“Family Matters”                                          |
| 2024       | 《異星謎變》                              | 亨利／巴德·卡爾德拉（Henry Caldera / Bud Caldera）      | Apple TV+                         | 主要角色；8集                                                         |

### 電子遊戲
| 年份 | 標題                   | 角色            | 附註           |
| ---- | ---------------------- | --------------- | -------------- |
| 1991 | 《飛寶》 （英語：Flipper）    | 德克·莫蘭（Dirk Moran）   | 配音           |
| 2015 | 《蝙蝠俠：阿卡漢騎士》 | 詹姆斯·高登警督 | 配音和動作捕捉 |
| 2018 | 《樂高超人特工隊》     | 狄瑞克（Rick Dicker）      | 配音           |

## 外部連結
- 喬納森·班克斯作品列表在互联网电影资料库（IMDb）上的資料（英文）